# Carlo Cignani
Carlo Cignani (né le 15 mai 1628 à Bologne et mort le 6 septembre 1719  à Forlì) est un peintre italien baroque des XVIIe et XVIIIe siècles  appartenant à l'école bolonaise.

## Biographie
Né d'une famille noble de Bologne, Carlo Cignani étudie auprès de Battista Cairo et plus tard de Francesco Albani, avec qui il restera étroitement lié, en devenant son disciple le plus célèbre. Il a été également fortement influencé par le génie du Corrège, et son chef-d'œuvre, l'Assomption de la Vierge dans la coupole de l'église de Madonna del Fuoco à Forlì, est inspiré par les fresques du Corrège pour la coupole de la cathédrale de Parme. Ces fresques ont occupé Cignani pendant plus de vingt ans.
En 1681, il retourne de Parme à Bologne où il ouvre une Académie du nu, dans laquelle il  a comme élève Giuseppe Maria Crespi.
Il s'installe à Forlì en 1686. C'est dans cette ville qu'il meurt le 6 septembre 1719.
Quand l'Académie clémentine pour les artistes bolonais est fondée en 1706, Cignani est élu Principe de manière posthume.
Son fils Felice Cignani (1660-1724) et son neveu Paolo Cignani (1709-1764) ont été aussi peintres.
Parmi ses élèves  on note : parmi les meilleurs Marcantonio Franceschini et Federico Bencovich  et aussi Giacomo Boni, Andrea et Francesco Bondi, Giovanni Girolamo Bonesi, Girolamo Donnini, Francesco Galli, Bonaventura Lamberti, Matteo Lamboni, Camilla Lauteri, Stefano Maria Legnani, Francis Mancini et Paolo Antonio Paderna.

## Œuvres
Les pays, villes et noms d'institutions sont classés par ordre alphabétique, les œuvres par date.

### Allemagne
- Dresde, Gemäldegalerie Alte Meister :
  - Joseph et la femme de Potiphar (1678), 99 × 99cm.

### Danemark
- Copenhague :
  - Joseph et la femme de Potiphar.

### France
- Bernay, musée des Beaux-Arts :
  - La Charité.
- Chartres, musée des Beaux-Arts :
  - Les jeux de l'enfance, toile, 123 × 92 cm[1].
- Clermont-Ferrand, musée d'Art Roger-Quilliot :
  - Flore.
- Saint-Pol-sur-Ternoise, musée Danvin :
  - La Charité.

### Italie
- Forlì, palais Albicini :
  - L'Assomption de la Vierge, fresque ;
  - Entrée de Paul III à Bologne, fresque ;
  -  Francois Ier guérissant les écrouelles, fresque.
- Parme, palais ducal :
  - La Puissance de l'Amour.
- Église Santo Stefano de Reggio d'Émilie :
  - Saint François de Paule.

### Pays-Bas
- La Haye :
  - Adam et Eve.

## Interprétation en gravure
- La Naissance d'Adonis, gravé par Louis Desplaces d'après Carlo Cignani.

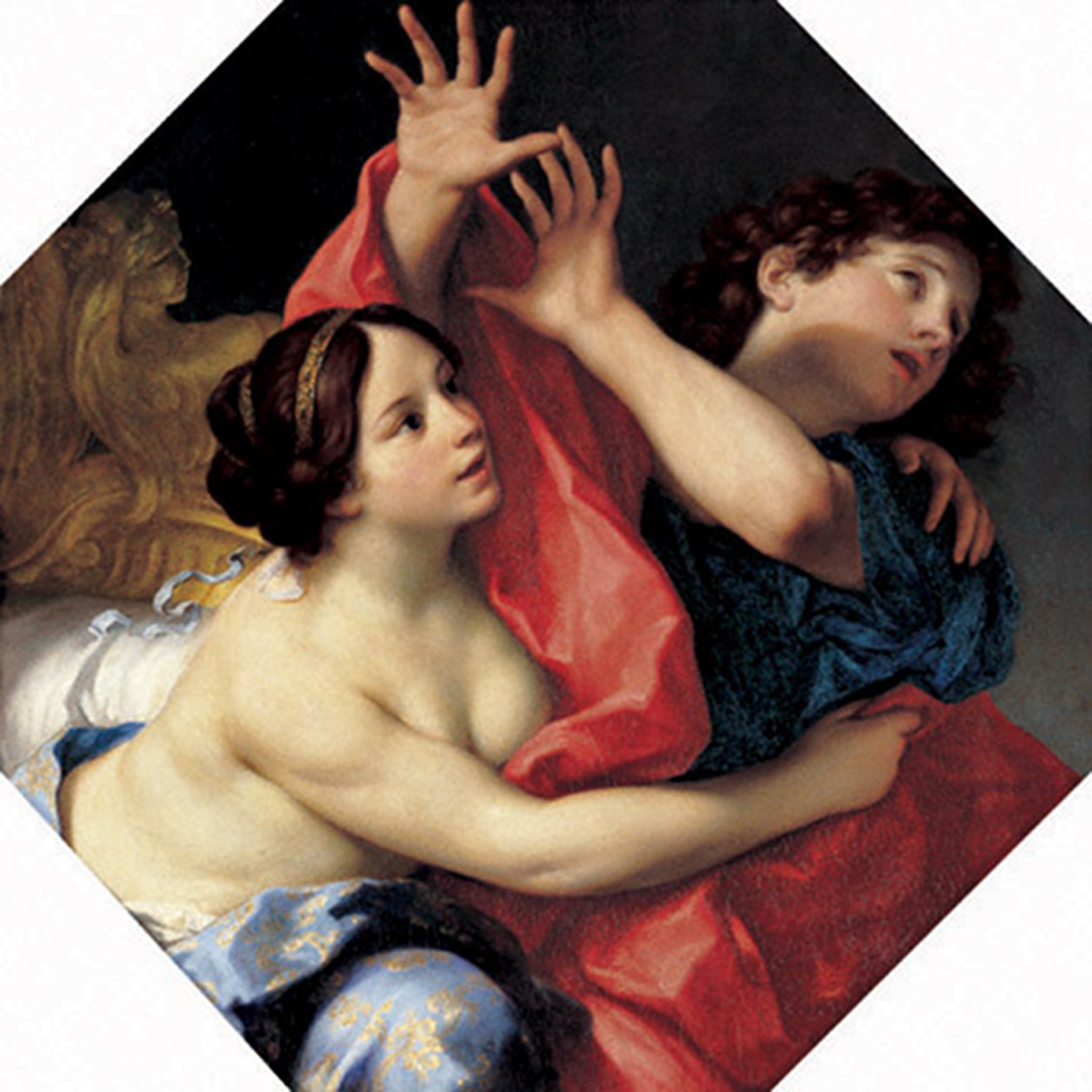
Joseph et la femme de Potiphar, 1680.
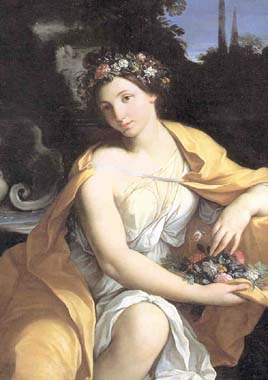
Allégorie du Printemps